# Influencer-marketing
Influencer-marketing (også influence-marketing frit oversat indflydelsesmarkedsføring eller markedsføring via indflydelse) er en form for marketing i hvilken fokus er placeret på folk med indflydelse i stedet for målmarkedet som et hele på sociale medier. Influencer-marketing identificerer individer, som har indflydelse på potentielle kunder og retter marketing aktiviteter mod disse influenter (samme som influencers og influencere). I Danmark tog influencer-marketing fart i 2017.
Influenters indhold kan fremstå som anbefalinger, som i virkeligheden er reklame, hvor influenter selv spiller rollen som en potentiel køber, eller de kan være tredje parter. Disse tredje parter eksisterer enten i forsyningskæden (detailforhandler, producent, osv.) eller de kan være såkaldte merværdi influenter (såsom journalister, akademikere, industrianalytikere, og professionelle rådgivere).

## Lovgivning
Danske influenter skal ifølge dansk markedsføringslov informere på deres sider, der har en kommerciel hensigt, med fx ordene "reklame" eller "annonce", så læsere, seere og følgere ikke er i tvivl om, at siderne faktisk er en reklame.
I modsat fald er der tale om skjult reklame og så er Markedsføringsloven overtrådt.
Ifølge Børns Vilkår skal virksomheder, som ønsker at benytte en person som influent, sikre sig, at personen er mindst 15 år, eller bede om forældrenes samtykke.
Det er forbudt at reklamere for tobak eller produkter som er møntet på at blive anvendt med tobak.